# Stiletto V-42
Lo stiletto V-42 era uno stiletto e un coltello da combattimento rilasciato durante la seconda guerra mondiale alla Prima Forza di servizio speciale (1 ° SSF o FSSF, aka Devil's Brigade ), un'unità commando canadese / americana congiunta.

## Design e funzionalità

Stemma delle forze speciali dell'esercito americano con il V-42

Basato sul coltello da commando Fairbairn-Sykes progettato da William E. Fairbairn e Eric A. Sykes, il coltello da combattimento Fighting, il tipo V-42 utilizzava una lama a stiletto a doppio taglio a profilo stretto in acciaio ad alto tenore di carbonio.
Il V-42 fu progettato principalmente da ufficiali dell'FSSF, incluso il suo ufficiale comandante, il tenente colonnello Robert T. Frederick, che desiderava un coltello da combattimento ravvicinato. Il design della lama è stato attribuito al Col. Frederick, che aveva utilizzato il coltello da combattimento Fairbairn-Sykes mentre prestava servizio in Gran Bretagna.
Mentre il V-42 aveva una lama a doppio taglio simile al coltello Fairbairn-Sykes, il V-42 aveva di diverso una sezione trasversale con sfaccettature concava della lama del terreno concava, in contrasto con la sezione trasversale romboidale del Fairbairn. Il profilo più stretto della lama a stiletto V-42 è stato progettato per ottimizzare la penetrazione sulla spinta; poteva facilmente penetrare un elmetto e una fodera d'acciaio GI (l'elmetto USA) con una sola spinta. Con la sua lama relativamente sottile e stretta, il V-42 è stato progettato fin dall'inizio per essere usato come un coltello da combattimento ed era soggetto a rotture quando usato per lavori di utilità come aprire scatole di razioni o casse di munizioni. Insolitamente per i coltelli da combattimento militari del periodo, i bordi gemelli del V-42 erano a doppia cavità per migliorare le prestazioni di taglio.  L'aggiunta del pomolo da schiacciamento del cranio è stata attribuita al contributo del maggiore Orval J. Baldwin, il funzionario addetto alla fornitura dell'FSSF.  La scanalatura del pollice sul ricasso del V-42 è stata progettata per favorire una presa piatta con il pollice sopra la protezione della croce, che posizionava la lama a doppio taglio in orizzontale. In questo modo un utente può tagliare un avversario con un colpo di dritto o di rovescio, assicurandosi che la sua lama scivoli tra le costole quando viene usata in una spinta o pugnalata.
Il V-42 è stato prodotto negli Stati Uniti da WR Case &amp; Sons Cutlery Co. Dopo una serie di lesioni alle gambe subite durante l'allenamento, la guaina in pelle originale venne rinforzata con metallo nelle versioni successive progettate per prevenire la punta simile ad un ago di penetrare nella guaina.  Poiché il reparto era originariamente addestrato per combattere in condizioni di freddo, la guaina era progettata allungata, in modo da appenderla sotto il fondo di un parka militare.
Dopo aver ricevuto i disegni del coltello proposto dai suoi progettisti, i prototipi del V-42 sono stati presentati da tre aziende produttrici di coltelleria: Camillus Cutlery Co., Case Cutlery e Cattaraugus Cutlery Co. Il capitano Dermot Michael "Pat" O'Neill, istruttore di combattimenti ravvicinati della prima forza di servizio speciale ed ex detective della polizia municipale di Shanghai (la stessa forza di polizia in cui Fairbairn e Sykes avevano servito), ricorda che il col. Frederick scelse personalmente il prototipo prodotto dalla Case Cutlery e diede l'autorità per la sua acquisizione.
Diffuso per la prima volta nel 1942, il V-42 era il coltello da combattimento standard emesso dall'FSSF, i cui membri generalmente lo chiamavano Force Knife o V-42 Stiletto. Tutti i membri della Forza furono addestrati ampiamente nel suo uso, sebbene solo ai membri dello scaglione da combattimento della Forza fu effettivamente fornito un personale coltello V-42. In combattimento, il V-42 si è dimostrato un'arma a spinta eccellente che poteva facilmente penetrare in pelle e indumenti pesanti, sebbene la sua punta si bloccasse occasionalmente quando contattava l'osso dopo una spinta profonda, rendendo difficile il ritiro del coltello. È stato affermato che alcuni membri della Forza riaffilavano le punte dei loro coltelli per ovviare a questo, ma Baldwin affermò che le differenze erano dovute a variazioni nella produzione, poiché i coltelli erano molati a mano e in gran parte fatti a mano.
Sono stati distribuiti circa 70 coltelli V-42 con foderi corti di coltelli ai US Marine Corps Raider. Ciò è stato confermato dai registri di spedizione della Case Cutlery, che indicano che circa 70 coltelli V-42 furono acquistati dalla Marina degli Stati Uniti e inviati al deposito della Marina di Brooklyn alla fine del 1942 e all'inizio del 1943. I coltelli furono rilasciati nel 1943 a membri dell'equipaggio che prestavano servizio nella ''Landing Force'' e nello ''Armed Boat Party'' della USS Omaha mentre la nave era al largo della costa della Florida all'inizio di una pattuglia di guerra nell'Atlantico meridionale, alla ricerca di corsari tedeschi e violatori di blocco. Mentre la USS Omaha effettivamente incontrò dei corsari tedeschi,  non sono stati registrati casi in cui il V-42 è stato impiegato contro un avversario in combattimento. I 70 V-42 acquistati dalla Marina degli Stati Uniti erano gli unici coltelli V-42 conosciuti inviati a un'unità o ramo al di fuori della FFST. Paracadutisti e Ranger dell'esercito americano portavano anche alcuni di questi coltelli.
Il V-42 è stato raffigurato sui badge del comando delle forze speciali canadesi, della Joint task Force 2 canadese e di uno dei badge delle forze speciali dell'esercito degli Stati Uniti .
WR Case &amp; Sons Cutlery Co. ha prodotto una versione postbellica dal 1989 al 1993.
Il V-42 pesa 7 oncia (0,20 kg)     , con una lama lunga  7,250 pollici (18,42 cm)   o 7,125 pollici (18,10 cm)  e un manico di 5,5 pollici (14 cm)  , per una lunghezza totale di circa 12,5 pollici (32 cm)   . Le sue caratteristiche includevano una doppia lama a stiletto incavata dotata di un ricasso progettato per facilitare una presa a sciabola piatta o modificata, e una impugnatura in pelle con un pomello adatto a fratturare il cranio. Una fonte afferma che l'esercito ha effettuato cinque ordini separati per un totale di 3.423 coltelli da combattimento V-42 da novembre 1942 a novembre 1943. Tuttavia, i registri di fabbrica della Case indicano che in realtà furono prodotti circa 3.000 coltelli V-42 e solo una spedizione di 1.750 coltelli all'FSSF fu registrata dall'ufficiale di approvvigionamento della Forza.
- Elenco di pugnali
- United States Marine Raider Stiletto
- Coltello da combattimento "Yank" Levy